# トマス・タナー (作家)
トマス・タナー（Thomas Tanner、1630年 – 1682年）は、イングランドの聖職者、作家で、『The Entrance of Mazzarini』 (Oxford, 1657–58) の作者。
ロンドンのセント・ポールズ・スクールを経て、ケンブリッジ大学ペンブルック・カレッジに学んだ。タナーはまず法廷弁護士となり、後には聖職者となって、デヴォン州コリトン (Colyton) の教区副牧師 (vicar) となり、後には、ハンプシャー州ウィンチフィールド (Winchfield) の教区副牧師となった。
『The Entrance of Mazzarini』は、枢機卿リシュリューの死（1642年）から、翌年のルイ13世の崩御後にかけての時期にジュール・マザランが実力者として台頭した時期のブルボン朝フランス王国の政治事情についての著作である。